# 幼児語
幼児語（ようじご）とは、乳幼児期の会話に用いられる言葉。

## 概要
乳幼児との会話には、通常の会話に用いられることが少ない特殊な語彙が用いられることが多い。このような言葉は、幼児が自発的に話すこともあるが、多くは周囲の人間が幼児、乳児に語りかけるのみ用いる言葉であって、幼児はこれを聞いて学習し、声を発するようになる。このため育児語（いくじご）と呼ばれることがある。一般的に、調音器官の使い方が未発達な幼児でも発音しやすい音を持つ言葉、同じ音を連続させて単純化した言葉、反復した言葉、長い言葉を省略した言葉などが用いられる。
乳幼児は、単語を単独で発し、他の文法要素は用いないのが普通であるが、周囲のものは、通常の文の中に特殊な語彙を組み込んで話すことも多い。

## 日本語の幼児語

### 人
- まー、まんま - 母親
- ぱー、ぱーぱ - 父親
- じいじ - 祖父
- ばあば - 祖母
- にぃに - 兄
- ねぇね - 姉
- ともらち - 友達

### 動物
- ワンワン - 犬

- ニャンニャン、ニャ - 猫
- チュー、チューチュー - 鼠
- モーモー - 牛
- ポッポ - 鳩
- コッコ(さん)、とっと、コケコッコー - 鶏
- ンマ、オンマ - 馬
- むいむい - 虫
- おっとっと、とっと、とと、おしゃかな、おちゃかな - 魚
- とっと、ぴよぴよ、ぴっぴ - 鳥
- めーめー - 羊
- ぴょんぴょん - 兎
- ブーブー - 豚
- ガオー - ライオン
- ガーガー - 家鴨
- ケロケロ - 蛙
- ミーンミーン - 蝉
- パオーン - 象
- ちょうちょ、ちょうちょう - 蝶
- しーまま - 縞馬
- アイアイ - 猿

### 行動
- あんよ - 歩く
- ポイ - 捨てる
- えんと(主に関東)、おっちん(主に関西) - 座る
- かみかみ - 噛む
- たっち - 立つ
- かいかい、かきかき - かゆい、かく
- ないない - 片付ける
- なむなむ、あーん - 祈る、お参りする
- ねんね - 寝る
- もー、もーもー - (うんちのおむつ替えをするときに)四つん這いになる、うんちをふく
- ちー、しー、ちっち、しっし、しーしー、ちっこ、おちっこ、しっこ - おしっこ
- うんうん、んち - うんち
- きれいきれい - 洗う、きれいにする
- ごっくん、もぐもぐ - 食べる
- だー、だっだー - 抱っこ
- おんも - おんぶ
- おんり - 降りる
- うー - 顎を上げる
- ばぁ - いないいないばあ
- ちょっきん - (ものを)切る
- くるくる - 回る
- シュー - (滑り台を)すべる
- コンコン - (ドアを)ノックする
- ちんする - 鼻をかむ
- かえかえ - (おむつを)替える
- ふきふき - (うんちなどを)ふく
- おっき - 起き上がる

### もの
- あっぽん、しょっぽ - 帽子
- べべ、おべべ - 洋服
- くっく - 靴
- たった、たんたん、たーたー - 靴下
- おたら - 皿
- うーびん - 郵便
- テビレ - テレビ
- だいじだいじ - 大切なもの

### 乗り物
- ブーブー - 車
- きしゃぽっぽ、ぽっぽ、しゅっしゅぽっぽ - 汽車
- こうき - 飛行機
- キューキュ、ピーポー - 救急車

### 体
- おめめ、めんめ - 目
- ぱいぱい - おっぱい
- ぽんぽ、ぽんぽん - 腹
- てて、おてて、てって - 手
- あんよ - 足
- おつむ、かんかん - 頭
- はぁは - 歯
- おちんちん、ぞうさん、おまた - 陰茎
- ちょんちょん、おまた - (女の子の)股間
- おちり - 尻

### 食べ物
- まんま - ごはん
- ちゅるちゅる、ちゅーちゅー - 麺類
- にゅーにゅー、みー、みーく - 牛乳、ミルク

### その他
- たんたん、たーたー - 風呂
- おぶ、ぶー、ぶぶ - お湯、お茶
- ばっちい - 汚い
- め！ - だめ！
- ポッケ - ポケット
- おいちい - おいしい
- おほしさま - 星
- おんも - 外
- あっちっち - 暑い
- うまうま - おいしい
- エベレーター - エレベーター
- あんと - ありがとう
- ちれい - きれい
- くちゃいくちゃい - くさい

### 幼児風の訛り
広義には、「ワタチ（私）」の様に幼児が発声しにくい音が訛った語も含む。
例：
- /s/と/t/の交替 - 摩擦音→破裂音

わたし（watasi）　→ わたち（watati）
- /k/と/t/の交替 - 軟口蓋音→硬口蓋音（[c]）

きのう（kinoo）　→　ちのう（tinoo）
- /w/の脱落

わたし（watasi）　→ あたち（atati）
- /s/と/sy/の交替

　　うさぎさん(usagisan)　→ うさぎしゃん(usagisyan)
他にたん（接尾語）。

### 幼児語愛好(infantvocaphilia)
幼児語は一般的に言語を習得する段階として一時的に使用されるものと考えられており、大人へと従うにつれ、学習する言語に即した文法、発音などを習得するものであるが、幼児語が子どもの持つ幼さを引き立て、可愛らしさを強調するものとして、持てはやされる場合がある。母親や児童に身近な女性が子どもに赤ちゃん言葉（幼児語）で話しかけたりするのも、子どもと同じ目線に立って会話すると言うよりは、幼児語が可愛らしい言葉であるという認識を持って、使っていると言われている。感受性のある子どもの場合、幼児言葉が抜けきる年齢に達しても、身近な人間が赤ちゃん言葉で話し続ける場合など、子どもの言語発達を阻害する行為であるため注意が必要である。
また、言語としての赤ちゃん言葉を愛するものが大人の中もおり、幼児語愛好家と呼ばれる。これは小児愛好（paedophilia）と似通ったものと誤解されがちであるが、後者が児童、幼児などの物質的なものに対して過度な興味を抱くのに対し、前者は幼児語そのものに興味を持つものであり、関連は薄い。

## 英語の幼児語
英語圏では幼児に対しても大人と同じ言葉で会話を行うことが多い。
以下は英語の幼児語の例
- 犬 - doggie
- 猫 - kitty あるいは meow
- 馬 - horsie
- 鳥 - birdie
- 魚 - fishy
- 水 - wawa
- 排尿-pee
- 排便-poop
- 腹 - tummy
- お母さん(mother) - mama
- お父さん - dada, papa
- おじいさん - papa
- おばあさん - nana
- お姉さん - sissy
- お兄さん - bubby
- おいしい - yum-yum, yummy,
- まずい - yucky
- 夕ご飯 - din-din
- おしゃぶり - binkie